# Tatanka
Tatanka, artistnamn för Valerio Mascellino, född 18 december 1979, är en italiensk musikproducent och DJ inom elektronisk dansmusik. Han räknas som en av pionjärerna inom hardstyle.
Mascellinos första singel gavs ut 1999. Han hade då börjat spela hårdare techno och den då nya genren hardstyle. 2004 startade han sitt eget skivbolag Zanzatraxx, som han sedan dess ger ut sin musik på. Han har även givit ut musik under namnet Bison. Tatanka är lakota för just bison.
Mascellino arbetar regelbundet med andra hardstyleartister, som Technoboy, DJ Zany, Activator, Zatox (som Tat & Zat) och DJ Isaac. Han har spelat på festivaler som Defqon.1, Q-Base, Decibel, In Qontrol och Qlimax.